# へびつかい座シータ星
へびつかい座θ星は、へびつかい座の恒星で3等星。
天球上では、銀河系の中心やパイプ星雲の近くに位置する。

## 特徴
この星は青白色の準巨星で、水素の核融合の終わりに近づいており、まもなく赤色巨星になると推測されている。この星の質量から、白色矮星と超新星のどちらになるのか不明確とされる。
この星は連星とする観測結果もあるが、矛盾したデータもあり、よくわかっていない。